# 哈利萨哈尔
哈利萨哈尔（Halisahar），是印度西孟加拉邦North Twentyfour Parganas县的一个城镇。总人口124479（2001年）。

## 人口
该地2001年总人口124479人，其中男性67124人，女性57355人；0—6岁人口11913人，其中男6137人，女5776人；识字率75.88%，其中男性为80.91%，女性为69.99%。